# Mar Solís
Mar Solís (Madrid, 4 de enero de 1967) es una artista española especializada en escultura. Como material emplea principalmente la madera y el acero. Su obra se enmarca dentro del arte abstracto.

## Exposiciones
Sus exposiciones más destacadas incluyen: “La Línea, la Curva, la Elipse”, (Instituto Valenciano de Arte Moderno, IVAM), “The Tale of unknowing Island” (Patricia & Phillip Frost Art Museum, Miami), “Encuentros en el Espacio”(Museo de Arte Contemporáneo Eduardo Sívori, Buenos Aires), “Cuadernos de Viaje Madrid - Damasco” (Instituto Cervantes de Damasco, Siria), “Los Vértices de la Vibración” (Feria de arte contemporáneo Arco’09, Madrid), “El Cielo Abierto” (Museo Barjola de Gijón, Asturias), y “Rincones Escogidos” (Palacio de Pimentel, Valladolid).

### Obra pública y colecciones
Mar Solís ha realizado numerosos trabajos para espacios públicos, como son: el Parque Kyonggido (Corea del Sur), Parque Kasklauttanen (Laponia), Parque de los Charcones (Navalcarnero, Madrid), y el Palacio de Santa Cruz (Valladolid).
Aparte, su obra se expone permanentemente en distintas colecciones, como la Fundación Cristina Masaveu, la Colección BBVA, Fundación Alberto Jiménez de Arellano Alonso, Instituto Valenciano de Arte Moderno IVAM, Ayuntamiento de Madrid, Comunidad de Madrid, Ministerio de Medio Ambiente Español, Museo Tiflológico de Madrid y Museo de Arte Contemporáneo de Salta, Argentina.

## Premios y distinciones
Mar Solís ha sido ganadora, entre otros premios, del Primer Premio de Escultura Jacinto Higueras, Primer Premio de Escultura Caja Madrid “Generación 2003”, Premio “Ojo crítico-Segundo Milenio” de Artes Plásticas Radio Nacional de España, Primer Premio del concurso Internacional de Escultura Caja de Extremadura, Beca Velázquez, Beca Ville de Paris, Beca Festival Assilah (Marruecos), y Beca Delfina Foundation (Londres).

## Galería

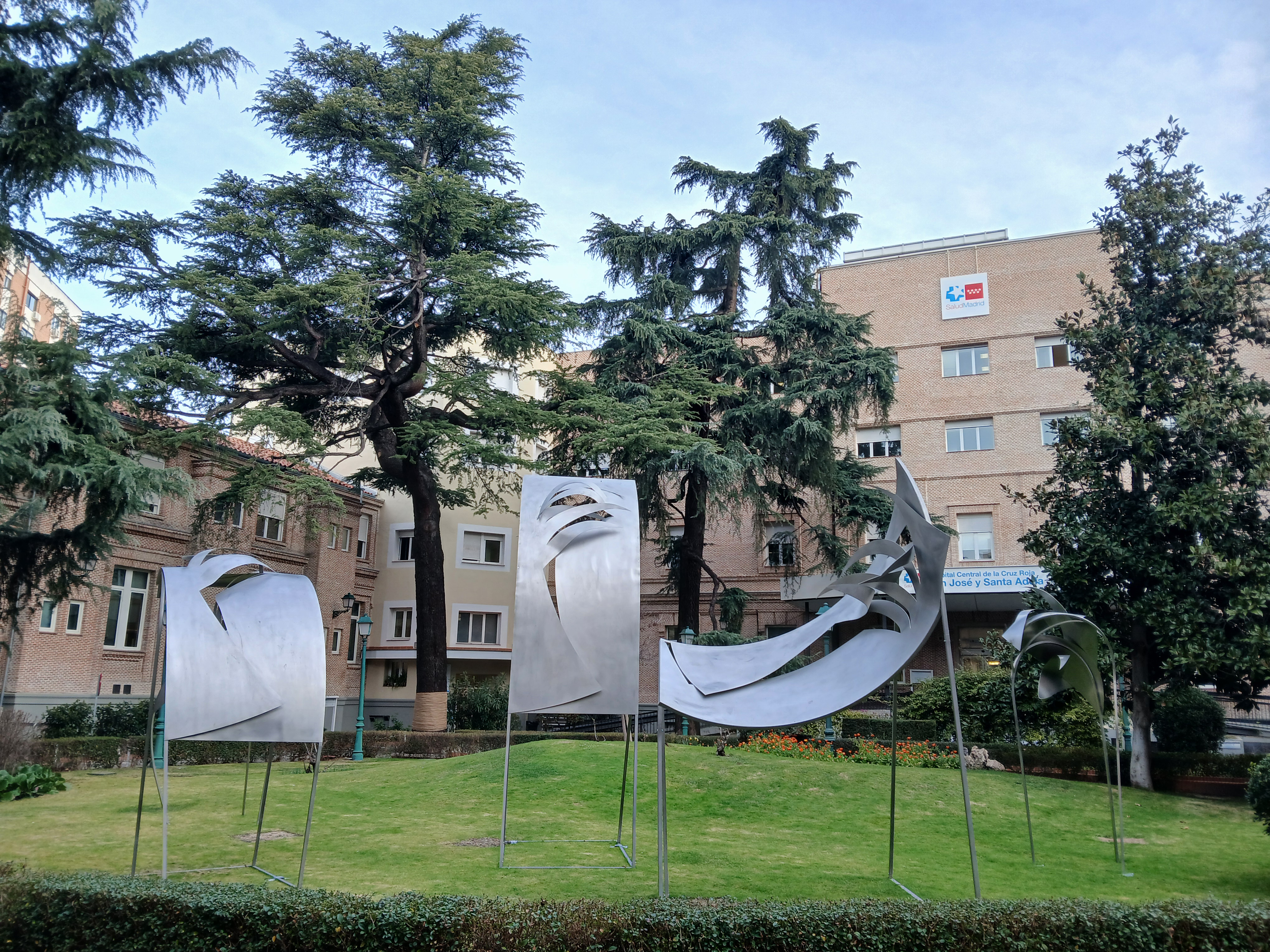
En el jardín: A cielo abierto (Madrid: Hospital Central de la Cruz Roja, exposición temporal 2025).